# Trofeo Puma
Il Trofeo Puma (in inglese Puma Trophy; in spagnolo Trofeo Puma) è un trofeo di rugby a 15 in palio tra le Nazionali di Argentina e Australia. Consiste in una statua di bronzo raffigurante un puma. 
Il primo incontro fra le due nazionali si tenne nel 1979, mentre il trofeo venne assegnato per la prima volta nel 2000 durante il tour dell'Argentina in Australia. 
Nel 2012, con l'ingresso dell'Argentina nel The Rugby Championship, il trofeo iniziò ad essere disputato con base annuale. In caso di parità di vittorie il trofeo resta al detentore.

## Palmarès
| Anno | Città            | Risultato                   | Vincitrice |
| ---- | ---------------- | --------------------------- | ---------- |
| 2000 | Brisbane         | Australia — Argentina 53-6  | Australia  |
| 2000 | Canberra         | Australia — Argentina 32-25 | Australia  |
| 2002 | Buenos Aires     | Argentina — Australia 6-17  | Australia  |
| 2012 | Gold Coast       | Australia — Argentina 23-19 | Australia  |
| 2012 | Rosario          | Argentina — Australia 19-25 | Australia  |
| 2013 | Città di Subiaco | Australia — Argentina 14-13 | Australia  |
| 2013 | Rosario          | Argentina — Australia 17-54 | Australia  |
| 2014 | Gold Coast       | Australia — Argentina 32-25 | Australia  |
| 2014 | Mendoza          | Argentina — Australia 21-17 | Australia  |
| 2015 | Mendoza          | Argentina — Australia 9-34  | Australia  |
| 2016 | Brisbane         | Australia — Argentina 23-17 | Australia  |
| 2016 | Perth            | Australia — Argentina 36-20 | Australia  |
| 2017 | Buenos Aires     | Argentina — Australia 10-36 | Australia  |
| 2017 | Mendoza          | Argentina — Australia 20-37 | Australia  |
| 2018 | Gold Coast       | Australia — Argentina 19-23 | Australia  |
| 2018 | Salta            | Argentina — Australia 34-45 | Australia  |
| 2019 | Brisbane         | Australia — Argentina 16-10 | Australia  |
| 2020 | Newcastle        | Australia — Argentina 15-15 | Australia  |
| 2020 | Newcastle        | Argentina — Australia 0-38  | Australia  |
| 2021 | Townsville       | Australia — Argentina 27-8  | Australia  |
| 2021 | Gold Coast       | Argentina — Australia 17-32 | Australia  |
| 2022 | Mendoza          | Argentina — Australia 26-41 | Australia  |
| 2022 | San Juan         | Argentina — Australia 48-17 | Australia  |
| 2023 | Sydney           | Australia — Argentina 31-34 | Argentina  |
| 2024 | La Plata         | Argentina — Australia 19-20 | Argentina  |
| 2024 | Santa Fe         | Argentina — Australia 67-27 | Argentina  |

## Riepilogo vittorie
| Squadra   | Vittorie | Anno                                                                         |
| --------- | -------- | ---------------------------------------------------------------------------- |
| Australia | 13       | 2000, 2002, 2012, 2013, 2014, 2015, 2016, 2017, 2018, 2019, 2020, 2021, 2022 |
| Argentina | 2        | 2023, 2024                                                                   |

## Statistiche
- Miglior serie:
  - Argentina: 1 difesa (2023 - 2024)
  - Australia: 13 difese consecutive (2000 - 2022, assoluta)
- Vittorie con il maggiore scarto:
  - Argentina: 40 punti (67-27, 7 settembre 2024)
  - Australia: 47 punti (53-6, 17 giugno 2000, assoluta)
- Maggior numero di punti in un singolo incontro:
  - 94 punti (Argentina — Australia 67-27, 7 settembre 2024)
- Minor numero di punti in un singolo incontro:
  - 23 punti (Argentina — Australia 6-17, 2 novembre 2002)
- Vittoria esterna più recente:
  - Argentina: Sydney, 15 luglio 2023, Australia — Argentina 31-34
  - Australia: La Plata, 31 agosto 2024, Argentina — Australia 19-20